# Cementerio de San Rafael y San Roque
El cementerio de San Rafael y San Roque es un camposanto situado en el centro de la ciudad de Santa Cruz de Tenerife (Canarias, España). Fue declarado Bien de Interés Cultural, con categoría de Monumento, el 27 de octubre de 2004.

## Historia
En 1805, cuando ya no había más lugar para enterramientos en los templos de la ciudad de Santa Cruz de Tenerife, empieza a tomar fuerza la idea de construir un nuevo cementerio. En 1811, tras el incremento de muertes producidas por epidemias como la fiebre amarilla sumado a la presión demográfica existente, se definieron los límites y el trazado de este camposanto de una manera mucho más rápida. En general, estos factores llevaron a tomar la decisión de situar este tipo de recintos en zonas alejadas de las ciudades. En el caso de la capital tinerfeña, el cementerio de San Rafael y San Roque se ubicó al sur de la misma, en unos terrenos comprendidos entre las antiguas ermitas de la Regla y de San Sebastián, en el barrio de Cuatro Torres. Unos años más tarde se situaría junto a él el cementerio inglés.
Una vez realizada la correspondiente bendición católica, se efectuaron los cuatro primeros enterramientos entre los cuales debieron figurar dos personas cuyos nombres, Rafael y Roque, le dieron al nuevo recinto su denominación definitiva.
A finales del siglo XIX, el cementerio comenzó a quedarse pequeño, lo que motivó al municipio a tener que construir uno nuevo, el protestante.
Más de 30 000 personas están enterradas aquí, entre ellas algunas personalidades que son parte importante de la historia de Tenerife como Sabino Berthelot, Ireneo González o Imeldo Seris, ya trasladados al panteón de autoridades, o Secundino Delgado, enterrado en la fosa común que se encuentra en el interior del cementerio. La última sepultura fue en el año 1954.

## Descripción

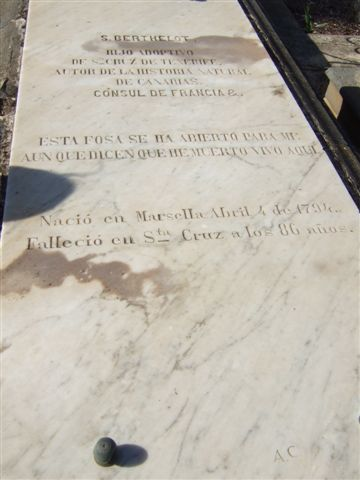
Tumba de Sabino Berthelot en el Cementerio de San Rafael y de San Roque, en Tenerife

El cementerio presenta una planta irregular rodeada por un muro perimetral de cerramiento realizado en mortero encalado y de textura regular, rematado simétricamente por almenas en la sección católica. Al recinto se accede por el lado norte del muro, con tres vanos para la sección católica y uno para la protestante. Este último presenta una portada de doble hoja enmarcado en dovelas de piedra para formar un arco peraltado que soporta un estrecho entablamento rematado por frontón poligonal con decoración vegetal.
El interior se divide en dos partes bien diferenciadas; la original con sus sucesivas ampliaciones, correspondiente a la advocación católica y el cementerio protestante (la “chercha” o church-yard) de dimensiones más reducidas y en posición más elevada por la adaptación a la orografía. La sección católica se articula en dos alas distribuidas en torno a la vía principal hasta desembocar en la capilla. La disposición de los sepulcros es aleatoria, tanto en su organización como en su forma, tamaño y material. Existen enterramientos muy simples dispuestos simétricamente en cantería, compartiendo espacio con grandes panteones y mausoleos, sobre un amplio cuerpo que sustenta sobre sus manos una serie de representaciones que exaltan las virtudes y sentimientos ante la muerte mediante la riqueza decorativa: relieves, esculturas de bulto redondo de corte modernista, escudos de metal, mausoleos con tratamiento arquitectónico, etc.
Desde la calle principal se abren diversos ramales que dan acceso a los diferentes sepulcros, entre los que destaca el eje de conexión con el cementerio protestante. La planta de este es rectangular, destinándose a comerciantes, marinos y funcionarios anglicanos establecidos en la isla. Los enterramientos se caracterizan por su simplicidad con un único elemento decorativo: las estelas funerarias verticales con relieves sobre versículos bíblicos, cruces celtas y otros motivos. El único edificio existente es una capilla de planta rectangular de la segunda mitad del siglo XIX en lenguaje historicista.

## Estado de conservación
El cementerio de San Rafael y San Roque se encuentra en una situación de deterioro. Algunos restos, como los de Luis Francisco Benítez de Lugo y Benítez de Lugo fueron trasladados a Santa Lastenia, el cementerio más actual de Santa Cruz de Tenerife (1916); otros se encuentran dispersos entre otras sepulturas. Las verjas están oxidadas, muchas lápidas de mármol están agrietadas o rotas y algunas incluso arrancadas, las esculturas mutiladas... En definitiva, es un recinto descuidado por las autoridades y también víctima de actos vandálicos, pero su declaración como Bien de Interés Cultural con categoría de Monumento es motivo para considerar que en el futuro se pueda llevar a cabo una mejor conservación.
En los últimos años, la situación ha mejorado con pequeñas obras de mantenimiento realizadas por el Ayuntamiento, como la rehabilitación de la capilla anglicana y la puerta principal de acceso, pero no ha sido suficiente para solucionar ese grave problema de abandono. La intención tanto de dicho organismo como la del Cabildo isleño es recuperarlo y reabrirlo al público como un atractivo histórico y turístico de la ciudad (teniendo en cuenta que, producto del vandalismo, se tomó la decisión de que solo abriera al público los días 1 y 2 de noviembre de cada año) ofreciendo incluso visitas guiadas.Cuestiones como la falta de financiación y los cruces competenciales entre administraciones pusieron en espera el proyecto.
En mayo de 2019, el Ayuntamiento de Santa Cruz de Tenerife aprobó, tras más de dos décadas de espera, un proyecto de recuperación cuyo presupuesto supera los 588.000 euros, con un plazo de ejecución de doce meses a partir del inicio efectivo de los trabajos. La obra será acometida por el propio Ayuntamiento, en cofinanciación con el Cabildo en el marco del Programa de Patrimonio Histórico del Marco Estratégico de Desarrollo Insular (MEDI). La idea es recuperar el diseño original de los portones, católico y anglicano y, mediante la separación, poder enfatizar y distinguir los dos cementerios desde el exterior. Se contempla, además:
- La eliminación del estanque y la transformación de ese espacio en una explanada destinada a la concentración de personas que acudan para la celebración de cualquier acto sociocultural relacionado con el recinto.
- Una rampa que conecta de forma accesible los dos cementerios.
- La demolición de la edificación construida en los años 80, consistente en varios cuartos en mal estado, para servicios y almacenamiento, pero que nunca llegaron a ponerse en funcionamiento.
- La potenciación de la vegetación y la jardinería, mediante un proyecto específico, así como la iluminación nocturna y mobiliario urbano necesario.

Como espacio que se rehabilita para abrir al público, tendrá que cumplir con los requisitos necesarios y obligados por normativa para este tipo de recintos, con la salvedad que conlleva ser un BIC.
La Asociación Parque Funerario Cementerio San Rafael y San Roque lleva años reivindicando y defendiendo la recuperación del cementerio, buscando dar a conocer este espacio lleno de historia.